# Aribenchi, Ramdurg
Aribenchi là một làng thuộc tehsil Ramdurg, huyện Belgaum, bang Karnataka, Ấn Độ.